# David Bernsley
David Scott Bernsley (in ebraico דייוויד ברנסלי‎?; New York, 6 maggio 1969) è un ex cestista statunitense naturalizzato israeliano.

## Carriera
Con Israele ha partecipato ai Campionati europei del 1997.

## Palmarès
- Coppa di Israele: 1

Hapoel Gerusalemme: 1995-1996